# Девід Л. Грандж
Девід Л. Грандж — генерал армії Сполучених Штатів Америки у відставці, співзасновник благодійної організації Osprey Global Solutions Ukraine. З квітня 2024 року — голова Наглядової ради та один з акціонерів української авіакомпанії «Constanta».
Девід Л. Грандж має 30 років досвіду служби в армії США. Командував 1-ю піхотною дивізією армії США у Німеччині та оперативною групою «Eagle» у Боснії та Герцеговині. Під час служби Грандж брав участь у кількох великих військових операціях, зокрема, у В'єтнамі, Гренаді, Іраку, Боснії та Косово, також у низці місій у Латинській, Південній Америці та на Близькому Сході.
З початку повномасштабної війни з 2022 року проводить в Україні постійне безкоштовне навчання військовослужбовців із розмінування, знешкодження вибухонебезпечних пристроїв та надання екстреної медичної допомоги за стандартами НАТО.
У 2000 році Девід Л. Грандж звільнився з військової служби.

## Життєпис
Девід Л. Грандж народився 29 грудня 1947 року на Лонг-Айленді, штат Нью-Йорк, у родині військового. Здобув ступінь бакалавра в Університеті Північної Джорджії. Пізніше здобув ступінь магістра державного управління в Університеті Західного Кентуккі. У 1974 році Девід Л. Грандж пройшов льотну підготовку у Форт-Ракер, де отримав кваліфікацію пілота.
У 1981 році закінчив курси Спеціальної авіаційної служби Великої Британії (SAS), що спеціалізується на боротьбі з тероризмом, порятунку заручників та спеціальній розвідці.
Пізніше навчався у Командно-штабному коледжі Корпусу морської піхоти США у Квантіко, штат Вірджинія. Пройшов навчання у Національному військовому коледжі (Вашингтон, округ Колумбія), що готує вищий командний склад армії США.
За 30 років служби в армії США Девід Л. Грандж пройшов шлях від молодшого піхотного офіцера до генерал-майора армії США, командувача 1-ю піхотною дивізією.
У період 1970—1972 років, під час війни у В'єтнамі, служив у 101-й повітряно-десантній дивізії, у піхотному підрозділі та був рейнджером у розвідці. Був радником рейнджерів В'єтнамської повітряно-десантної дивізії армії Республіки В'єтнам.
У 1972—1974 роках служив у 3-му батальйоні 5-ї групи спеціального призначення на військовій базі Форт-Брегг у команді підводного плавання та у групі десантування з великої висоти.
У 1974—1978 роках служив у 158-й авіаційній бригаді 101-ї повітряно-десантної дивізії — пілотом гелікоптера «Huey» i командиром взводу. На цій посаді розробляв тактику десантно-штурмових операцій у різних бойових умовах. Також служив на посаді командира піхотної роти.
У 1978—1980 роках служив командиром роти рейнджерів у 1-му батальйоні рейнджерів. Брав участь в операції «Eagle Claw» зі спроби звільнення 52 співробітників посольства США, які утримувались у заручниках у Тегерані.
У 1982—1987 роках служив у антитерористичному загоні спеціального призначення. Командував спеціальним підрозділом під час операції на Гренаді в 1983 році. Пізніше служив офіцером штабу, був відповідальним за планування та координацію військових операцій.
У 1987—1988 роках — командир 1-го батальйону 503-го піхотного полку 2-ї піхотної дивізії у Південній Кореї.
У 1990—1991 роках — заступник командувача контртерористичними силами армії США під час війни в Перській затоці (операція «Буря в пустелі»).
У 1991—1993 роках — командир 75-го полку рейнджерів.
У 1994 році — заступник командувача Сил спеціальних операцій армії США.
У 1995—1996 роках — заступник командувача 3-ї піхотної дивізії армії США в Німеччині.
У 1996—1997 роках — директор Управління поточних операцій, готовності та мобілізації армії США, пізніше — директор з питань техногенних і природних катастроф у США та на їхніх територіях.
У 1997—1999 роках — командувач 1-ї піхотної дивізії у Німеччині та оперативної групи «Eagle» у Боснії та Герцеговині.

## Діяльність у відставці
Після виходу в грудні 1999 року у відставку генерал Грандж очолював групу офіцерів американської армії, які написали книгу щодо нових підходів до формування структури та управління військовими силами «Авіаційно-механізований удар: асиметрична маневрова війна XXI століття».
У вересні 2005 року Грандж став президентом і головним виконавчим директором Фонду Маккормік у Чикаго, а у травні 2009 року — генеральним директором компанії Pharmaceutical Product Development. 
Девід Л. Грандж заснував Osprey Global Solutions, консалтингову фірму, що пропонує послуги у сфері логістики, оцінки ризиків, медичної допомоги, навчання з питань безпеки, фінансової експертизи та будівництва, а також благодійний фонд Osprey Relief Foundation.
У 2011 році Девід Л. Грандж долучився до гуманітарної місії у Лівії, яку було розпочато після повстання проти Муаммара Каддафі.
Також Грандж виступав в Ізраїлі з лекціями з питань боротьби з тероризмом. Девід Л. Грандж особисто координував евакуацію персоналу з Афганістану в період з 2021 по 2023 роки, а також надавав допомогу на Гаїті та брав участь у низці інших гуманітарних операцій у зонах конфліктів.

## Діяльність в Україні
У 1994 році Девід Л. Грандж вперше відвідав Україну, де взяв участь в організації та проведенні багатонаціональних навчань у Міжнародному центрі миротворчості та безпеки, що розташований у Яворівському районі на Львівщині. Ці навчання проводились у рамках програми НАТО «Партнерство заради миру», яка була створена для сприяння співпраці між Альянсом і 19 країнами Європи та Центральної Азії, які не входять до цього оборонного союзу.
З початку 2022 року, в рамках функціонування гуманітарного фонду Osprey Global Solutions Ukraine Foundation, Девід Л. Грандж ділиться своїм досвідом у проведенні аварійно-рятувальних та медично-травматологічних тренінгів, операцій з розмінування та постачанні медичного обладнання для українських військових і особового складу сил швидкого реагування.
Під керівництвом Гранджа, який виступає як провідний експерт, Фонд також проводить курси з розмінування, надання тактичної медичної допомоги, робототехніки та пошуково-рятувальних операцій для Збройних Сил України, Національної гвардії, Національної поліції та ДСНС за сучасними стандартами США.
У 2023 році між Фондом генерала Гранджа Osprey Global Solutions Ukraine та Державним агентством України з управління зоною відчуження було укладено Меморандум про співпрацю. Проєкт спрямовано на розмінування територій та ліквідацію російських вибухових пристроїв, які були встановлені під час відступу російських військ.
Osprey Global Solutions Ukraine тісно співпрацює з глобальною некомерційною організацією Osprey Relief Foundation. Діяльність фонду Osprey Global Solutions Ukraine фінансується виключно за рахунок коштів, які є особистими благодійним пожертвами громадян США.

## Нагороди та відзнаки
За героїзм Девід Л. Грандж був нагороджений трьома медалями «Срібна зірка» — третьою за значущістю нагородою США за бойову доблесть. Також він отримав дві відзнаки «Пурпурове серце» — за поранення у бою. У 2005 році Грандж був включений до Зали слави рейнджерів армії США.

## Особисте життя
Дружина Гранджа, Холлі, працювала в Палаті представників Північної Кароліни.